# Dodge Viper (ZB I)
Cet article concerne la troisième génération de la Dodge Viper. Pour des informations générales sur la voiture de sport, voir Dodge Viper.
La Dodge Viper (ZB I) est la troisième génération de la voiture de sport Dodge Viper, fabriquée par Dodge. La troisième génération a reçu un changement de conception important, conçu par Osamu Shikado en 1999.

## Développement
Pour la troisième génération, la Dodge Viper a été fortement repensée, grâce à Osamu Shikado de la division performance de Dodge, Street & Racing Technology. Le design s'inspire du concept de la Viper coupé de compétition, également conçu par Shikado, qui a été dévoilé deux ans auparavant en avant-première de la prochaine génération de Viper.

## Production
La nouvelle Viper a été introduite en 2002, appelée SRT-10, qui remplacait les modèles RT/10 et GTS. La cylindrée du moteur a été augmentée de 8,0 à 8,3 litres, et avec d'autres améliorations, le moteur produisait une puissance maximale de 507 ch (373 kW) et 712 N m de couple. Le poids du moteur a également perdu jusqu'à 230 kg (507 lb). Le châssis est devenu plus rigide et léger, perdant 36 kg (79 lb). Une transmission manuelle Tremec T56 à 6 rapports est utilisée pour fournir toute la puissance aux roues arrière.
Trois ans plus tard, après le dévoilement de la SRT-10, la version coupée de la Viper a été lancée, adaptant la même structure «double bulle» que la GTS de la génération précédente. Ce modèle avait une puissance de sortie accrue de 517 ch (380 kW) et 725 N m de couple. Le design de la voiture s'inspire du style de la GTS, la partie arrière de la voiture adaptant la forme de la queue et les feux arrière utilisant un design inspiré de la GTS.
Dodge a arrêté la production de la Viper pour 2007, en lieu de préparer les nouvelles mises à jour pour la voiture de l'année modèle 2008.

## Performance
La SRT-10 peut accélérer de 0 à 97 km/h en 3,8 secondes, 0 à 161 km/h en 8,36 secondes, terminer le quart de mile (402 m) en 11,77 secondes à 199 km/h et atteindre une vitesse de pointe de 305 km/h. La Viper a également une vitesse moyenne au slalom de 113 km/h, une accélération latérale moyenne de 1,05 g (10,3 m/s2) et une distance de freinage de 161 à 0 km/h de 84 m.
La variante coupé peut accélérer de 0 à 97 km/h en 3,7 secondes, 0 à 161 km/h en 8,36 secondes, terminer le quart de mile (402 m) en 11,77 secondes à 199 km/h et atteindre une vitesse maximale de 310 km/h. Le coupé a une vitesse moyenne au slalom de 113 km/h, une accélération latérale moyenne de 1,05 g (10,3 m/s2) et une distance de freinage de 161 à 0 km/h de 84 m.